# Camponogara
Camponogara est une commune italienne de la ville métropolitaine de Venise, dans la région Vénétie.

## Administration
| Période                                  | Période | Identité          | Étiquette | Qualité  |
| ---------------------------------------- | ------- | ----------------- | --------- | -------- |
| 2004                                     | 2009    | Desiderio Fogarin | aucun     | retraité |
| 2009                                     | 2014    | Gianpietro Menin  |           |          |
| Les données manquantes sont à compléter. |         |                   |           |          |

### Hameaux
Calcroci, Campoverardo, Premaore, Prozzolo.

### Communes limitrophes
Campagna Lupia, Campolongo Maggiore, Dolo, Fossò.